# Idioma transmurano
El idioma transmurano, llamado también vendo o prekmuro (autoglotónimo: prekmürščina o prekmürski jezik; esloveno estándar: prekmurščina; húngaro: vend nyelv) es una variedad lingüística eslava hablada mayoritariamente en la región eslovena de Transmurania, en el suroeste de Hungría (cerca de la ciudad de Szentgotthárd) y en zonas limítrofes de Austria. El transmurano es considerado un dialecto arcaico del esloveno, pero con literatura y tradiciones propias. Lo hablan unas 110.000 personas en todo el mundo, de las cuales 80.000 están en Transmurania; fuera de su región autóctona, sobre todo en Austria, Estados Unidos y Canadá.

## El alfabeto transmurano
El abecedario transmurano consta de las siguientes 32 letras:
| Minúsculas    | a   | á    | b   | c   | č   | d   | e   | é    | ê          | f   | g   | h   | i         | j   | k   | l   | m   | n   | nj  | o         | ô    | ö   | p   | r   | s   | š   | t   | tj  | u         | ü   | v        | z   | ž   |
| Mayúsculas    | A   | Á    | B   | C   | Č   | D   | E   | É    | Ê          | F   | G   | H   | I         | J   | K   | L   | M   | N   | Nj  | O         | Ô    | Ö   | P   | R   | S   | Š   | T   | Tj  | U         | Ü   | V        | Z   | Ž   |
| Sonido en AFI | [a] | [aː] | [b] | [ʦ] | [ʧ] | [d] | [e] | [eː] | [ej] o [æ] | [f] | [g] | [h] | [i], [iː] | [j] | [k] | [l] | [m] | [n] | [ɳ] | [o], [oː] | [ow] | [ø] | [p] | [r] | [s] | [ʃ] | [t] | [c] | [u], [uː] | [y] | [v], [f] | [z] | [ʒ] |

## Historia

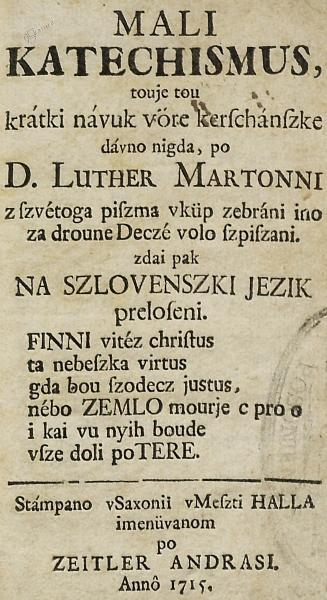
«Mali katechismus», el primer libro impreso en transmurano.

Los antecesores de los eslovenos de Hungría y de Transmurania asentaron en Panonia en el siglo VI, formando un grupo aparte de los carantanianos. Después de la conquista húngara de la patria natal, muchos de los eslovenos panonios se asimilaron o se fueron del país. La región al lado del Mura era más cerrada, donde pudo mantenerse una pequeña comunidad eslovena. La evolución peculiar de esta variedad se debe precisamente al aislamiento de la región, sus hablentes conservaron, sin embargo, su identidad eslovena, dado que desde siempre se consideraron eslovenos (slovénge, slovenci) a sí mismos. En el siglo XVI recibían científicamente el nombre de vándalos, ya que en esa época la ciencia los consideraba descendientes de los vándalos, y eso se explica porque su denominación alemana, Wendisch, se parece mucho a la palabra para designar a los vándalos. En 1587, en Lendava se publicó en latín un libro titulado Agenda Vandalica, y después las fuentes latinas mencionaban el prekmuro como lingua Vandalica. Los evangélicos empezaron en este mismo siglo enseñar en prekmuro en las escuelas, así como empezaron a nacer cantos litúrgicos, notas escolares en este idioma. En 1777 todos los pueblos eslovenos quedaron subordinados al Episcopado de Szombathely en las provincias Vas y Zala, desde entonces la región se llamaba Vendvidék en húngaro ('Campo transmurano', en esloveno: Slovenska krajina), así como sus habitantes recibieron el nombre de vend a partir del gentilicio alemán Wendisch.
En 1715, el sacerdote evangélico Francisco Temlin publicó en Sajonia el primer libro prekmuro, titulado Mali katechismus ('Pequeño catequismo'). István Küzmics (1723-1779) tradujo los cuatro evangelios luteranos, que serían la base principal del lenguaje literario. El obispo católico de Szombathely, János Szily (1735-1799) quería fomentar las escuelas de Vendvidék, por eso apoyaba a Miklós Küzmics (1737-1804) para que él también publicase libros. Con el nombre de Küzmics Szvéti evangyeliomi tradujo los cuatro evangelios, además de redactar un libro de oraciones y uno de abecedario, elaborando así el prekmuro estándar. Después de Küzmics continuaba la formación de la lengua literaria. A pesar de que los políticos húngaros no querían que el prekmuro fuese considerado sólo un dialecto del esloveno, las clases altas de Vendvidék opinaban que la gente de esa región era verdaderamente eslovena, pero de un lenguaje diferente. El prekmuro ha sido un enlace importante en la vida de la nación eslovena, por eso las clases cultas de Prekmurje siguieron elaborando y cuidando la lengua estándar hasta pasado el año 1919, que ya no se usaba en las escuelas, pero sí en los templos, en la prensa y en la comunicación familiar. Después de 1945, en la Yugoslavia comunista, el prekmuro se usaba sólo como lengua familiar.

## Características lingüísticas

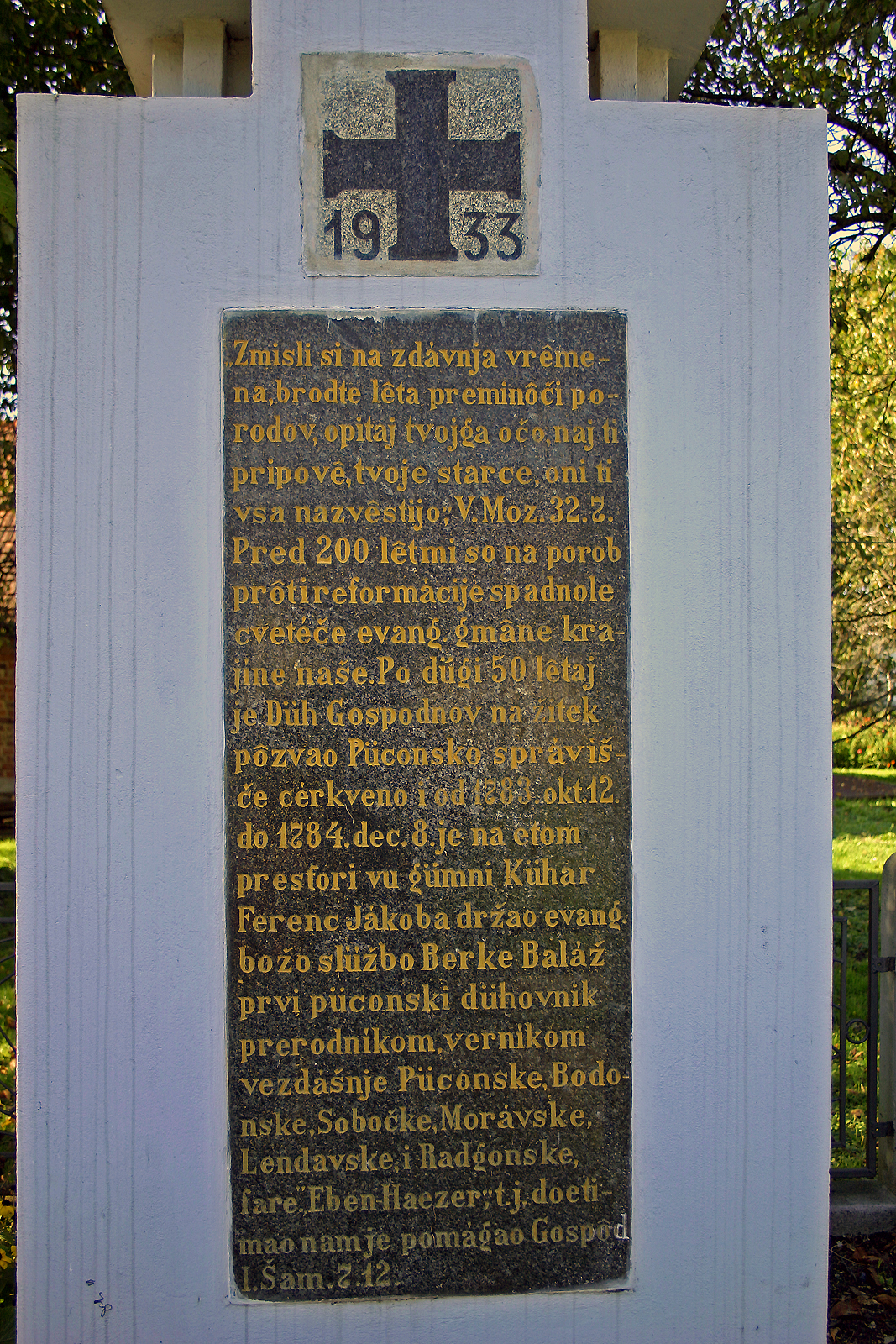
Monumento de la lengua transmurana.

Entre el prekmuro y el esloveno estándar sigue habiendo notables diferencias. Además de su vocabulario, tiene una pronunciación peculiar, y también existen diferencias en la flexión.
| Esloveno    | Prekmuro           | Español   |
| ----------- | ------------------ | --------- |
| moč         | jákost             | fuerza    |
| koruza      | kukarca            | maíz      |
| malina      | kopüšnice, malinja | frambuesa |
| sokol       | sákal              | halcón    |
| skupaj      | vküper             | junto(s)  |
| narediti    | réditi             | hacer     |
| madžar      | vogrin             | húngaro   |
| pušča       | püstina            | páramo    |
| ženitovanje | gostüvanje         | boda      |

En esloveno para la preposición 'en' se conocen sólo v y na, mientras que en prekmuro se usa v, vu y na (cabe añadir que esa v en esloveno se pronuncia [u], pero en prekmuro se realiza como [f], formando unidad fonológica con la palabra que la sigue).
En prekmuro también existen los tres números gramaticales, pero con formas diferentes. Veamos como ejemplo los pronombres personales:
- Esloveno:
  - singular: jaz, ti, on/ona ('yo, tú, él/ella');
  - dual: midva/midve, vidva/vidve, onadva/onidve ('nosotros/-as dos, vosotros/-as dos, ellos/-as dos');
  - plural: mi/me, vi/ve, oni/one ('nosotros/-as, vosotros/-as, ellos/-as').
- Prekmuro:
  - singular: jas, tij, on/ona;
  - dual: müva, vüva, njüva;
  - plural: mij, vij, oni.

Las formas flexivas coinciden, en varias veces, con las correspondientes del croata. Por ejemplo, 'en Hungría' en prekmuro se dice v Vogrskoj, en croata: u Mađarskoj y en esloveno: na Madžarskem.
| Esloveno | Prekmuro   | Croata     | Español      |
| -------- | ---------- | ---------- | ------------ |
| ni res   | nej istino | nje istino | no es cierto |
| deklica  | divojka    | djevojka   | niña         |
| slovar   | rejčnik    | riječnik   | diccionario  |

Puesto que los prekmuros vivían durante siglos en territorio húngaro, eran abiertos hacia Croacia, entonces también bajo dominio húngaro. Los eslovenos de Zala pertenecieron a la vigilancia del obispo de Zagreb hasta 1777, y muchos profesores y eclesiásticos prekmuros, también los evangélicos, estudiaron en Croacia. El Padre nuestro prekmuro también está basado en la versión croata, con la conjunción i ('y') idéntica a la croata.
| Esloveno | Prekmuro | Croata | Español |
| --- | --- | --- | --- |
| Oče naš, ki si v nebesih, posvečeno bodi tvoje ime, pridi k nam tvoje kraljestvo, zgodi se tvoja volja kakor v nebesih tako na zemlji. Daj nam danes naš vsakdanji kruh in odpusti nam naše dolge, kakor tudi mi odpuščamo svojim dolžnikom, in ne vpelji nas v skušnjavo, temveč reši nas hudega. Amen. | Oča naš, ki si vu nebésaj! Svéti se Ime tovje. Pridi králestvo tvoje. Bojdi vola tvoja, kak na nébi, tak i na zemli. Krüha našega vsakdanéšnjega daj nam ga gnes. I odpüsti nam duge naše, kak i mi odpüščamo dužnikom našim. I ne vpelaj nas vu sküšávanje. Nego odslobodi nas od hüdoga. Amen. (Molitvena Kniga, Odobrena od cérkvene oblászti, 1942. Zálozso Zvér János knigar v muraszombati Trétja izdaja.) | Oče naš, koji jesi na nebesima, sveti se ime tvoje, dođi kraljevstvo tvoje, budi volja tvoja, kako na nebu tako i na zemlji. Kruh naš svagdanji daj nam danas, i otpusti nam duge naše, kako i mi otpuštamo dužnicima našim, i ne uvedi nas u napast, nego izbavi nas od zla. Amen. | Padre nuestro que estás en el cielo, santificado sea tu nombre; venga a nosotros tu reino; hágase tu voluntad en la tierra como en el cielo. Danos hoy nuestro pan de cada día; perdona nuestras ofensas como también nosotros perdonamos a los que nos ofenden; no nos dejes caer en la tentación, y líbranos del mal. Amén. |

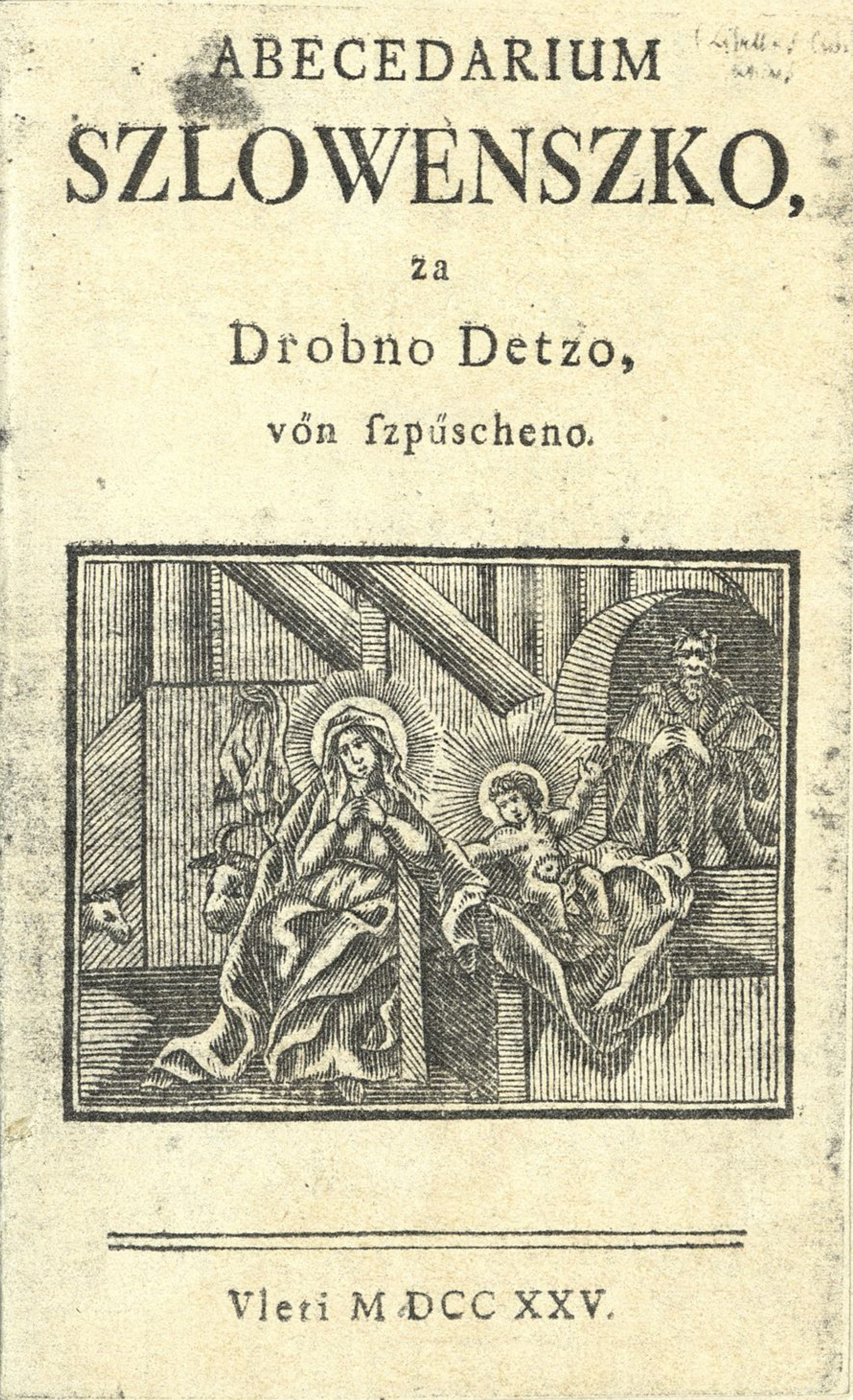
Primer libro de abecedario impreso en prekmuro.

El alfabeto prekmuro usa las letras ü y ö, ajenas al esloveno, presentes sólo en las hablas de Halozje y Prlekija en el otro lado del río Mura, los dialectos más cercanos al prekmuro. Su vocabulario contiene numerosos préstamos húngaros y alemanes, p. ej., la preposición fcuj, 'a', del alemán zu; o por ejemplo el sustantivo birou, 'juez', del húngaro bíró (ídem). Un rasgo peculiar es la presencia de los diptongos au y ou en muchas palabras (prek. boug, eslov. bog, 'Dios'). Asimismo cuenta con algunos préstamos latinos como céntor, 'cementerio'. La palabra mirski ('odioso') es sumamente arcaico, presente ya en los Manuscritos Freising, que son los primeros textos escritos del esloveno.
La presencia de las consonantes palatales es también una característica del prekmuro (pejvati / eslov. pevati, 'cantar'; barbejr / eslov. zdravnik, 'médico'), aunque carece del sonido [ʎ], representado por el dígrafo lj, propio del esloveno (prijátel / eslov. prijátelj, 'amigo'; 
živlénje / življenje, 'vida'; lüdstvo / ljudstvo, 'pueblo, población'). En las hablas de Hungría, especialmente en Apátistvánfalva, también encontramos vocales nasales, comunes con el dialecto de Carintia o con el idioma polaco. En varios dialectos existen realizaciones palatales [c] y [ɟ] en lugar de los fonemas /k/ y /g/ de la variedad estándar. El grupo consonántico šč a veces se pronuncia como [ʃc] en vez de [ʃʧ]. La h muchas veces es muda al inicio o final de palabra; p. ej., hvala ('gracias') se pronuncia [fala].

## ¿Lengua, o dialecto del esloveno?
Tiempo atrás, se discutía si el prekmuro era o no una variedad del esloveno. Debido a la política, a menudo surgieron declaraciones absurdas y pseudohistóricas como que «el prekmuro era una lengua germánica, eslava occidental, céltica» o un «húngaro eslavizado».
Hoy en día, por una parte de los lingüistas es considerado sólo un dialecto del esloveno, pero para otros es una lengua eslava aparte, teniendo en cuenta los procesos de evolución y diferenciación lingüística que ha sufrido durante los siglos. Podríamos decir que el prekmuro es la segunda lengua eslovena. Ágoston Pável, lingüista y etnólogo húngaro de origen esloveno, sostenía que el prekmuro era una variedad autónoma, un dialecto desprendido del esloveno.

## Estado actual
En nuestros días siguen apareciendo publicaciones de prensa y obras literarias en esta lengua, aunque en Hungría cada vez menos, debido a que en el régimen comunista los eslovenos de Hungría se aislaron de los de Prekmurje. Este aislamiento sigue hasta ahora, y el pequeño número de los prekmuros hace que se identifiquen cada vez más como húngaros.